# Cotinis mutabilis
Cotinis mutabilis är en skalbaggsart som beskrevs av Hippolyte Louis Gory och Achille Rémy Percheron 1833. Cotinis mutabilis ingår i släktet Cotinis och familjen Cetoniidae. Inga underarter finns listade i Catalogue of Life.

## Bildgalleri

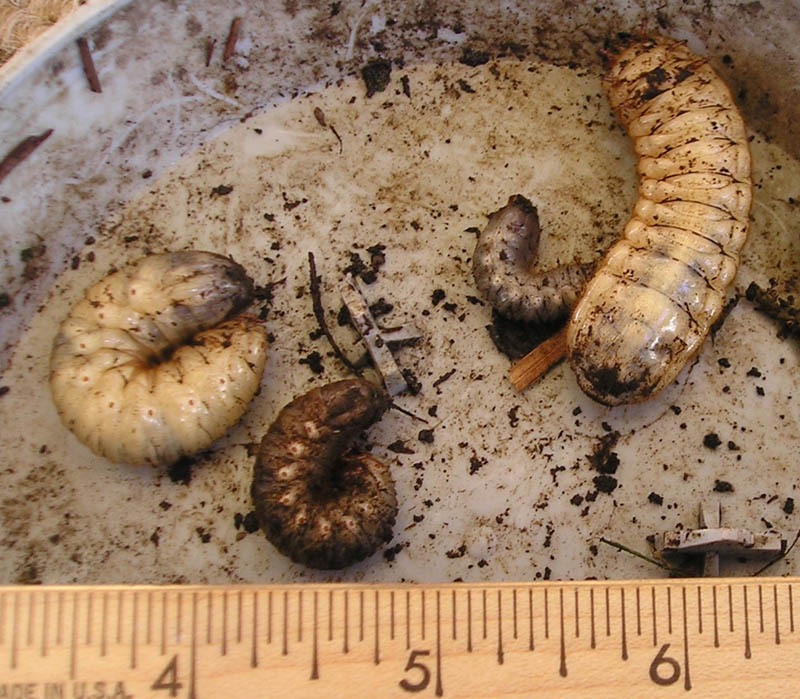